# ويلي أوتو جوردن
ويلي أوتو جوردن (بالبرتغالية: Willy Otto Jordan) هو سباح برازيلي، ولد في 15 سبتمبر 1920 في ساو باولو في البرازيل.

## وصلات خارجية
- ويلي أوتو جوردن على موقع الاتحاد الدولي للسباحة (الإنجليزية)
- ويلي أوتو جوردن على موقع SwimRankings.net (الإنجليزية)
- ويلي أوتو جوردن على موقع اللجنة الأولمبية الدولية (الإنجليزية)
- ويلي أوتو جوردن على موقع أوليمبيديا (الإنجليزية)